# Манская, Инесса Ивановна
Инесса Ивановна Манская (15 августа 1928; Алма-Ата, КазССР, СССР) — советская и казахская артистка балета и педагог, солистка, прима-балерина (1945—1965), педагог-репетитор (1970—1990), художественный руководитель балетной труппы (1990—1992) Казахского государственного академического театра оперы и балета. Народная артистка Казахской ССР (1984), заслуженная артистка Казахской ССР (1958).

## Биография
Родилась 15 августа 1928 года в Алма-Ате.
В 1945 году окончила Алма-Атинское хореографическое училище по классу А.В.Селезнёва.
С 1945 по 1967 год — артистка Казахского государственного академического театра оперы и балета.
С 1967 по 1970 год — солистка-танцовщица «Молодого балета» (ныне - Ансамбль классического танца), затем педагог и репетитор.
С 1970 по 1990 год — педагог-репетитор Казахского государственного театра оперы и балета.
С 1990 по 1992 год — художественный руководитель балетной труппы Казахского государственного академического театра оперы и балета имени Абая.
С 1994 года — педагог-репетитор Государственного ансамбля танца «Салтанат».

## Репертуар
В дни декады казахского искусства и литературы в Москве (1958) выступила в роли Заремы («Бахчисарайский фонтан»), Алтынай («Дорогой дружбы»).

### Казахский театр оперы и балета имени Абая
- Зарема, «Бахчисарайский фонтан» Б. Асафьева[1][4]
- Одетта—Одиллия, «Лебединое озеро» П. Чайковского[1][5]
- фея Карабос, «Спящая красавица» П. Чайковского[1][2]
- Мирта, «Жизель» А. Адан[1][2]
- Алтынай, «Джунгарские ворота»[6]
- Алтынай, «Дорогой дружбы» А. Тлендиев, Л. Б. Степанов, Е. В. Манаев[1][7]
- Раймонда, «Раймонда» Александра Глазунова[2]
- уличная танцовщица, «Дон Кихот» Л. Минкуса[2]
- Наташа, «Берег счастья»  А. Э. Спадавеккиа[8]
- Эсмеральда, Гудула, «Эсмеральда» Ц. Пуни[9].
- «Болеро»[10]

## Оценки и критика
По мнению Сарыновой Лидии Петровны, у Манской большой своеобразный талант, созданные ею образы всех сольных партий классических и национальных балетов, позволивших ей наиболее полно раскрыть свою одарённость, составляют целую галерею, ей «свойственны динамическая экспрессия, чёткая и уверенная техника, выразительность пластического жеста».

## Награды и звания
- 1958 — Заслуженная артистка Казахской ССР[1] — за большие заслуги в развитии советского хореографического искусства[источник не указан 1492 дня].
- 1959[3] — Орден «Знак Почёта»[1] — за выдающиеся заслуги в развитии казахского искусства и литературы и в связи с декадой казахского искусства и литературы в гор. Москве[12].
- 1984 — Народная артистка Казахской ССР[1] — за большой вклад и заслуги в развитии казахского хореографического искусства[источник не указан 1492 дня].
- 2000 — Медаль «Астана»[источник не указан 1492 дня]
- 2011 — Медаль «Ерен Еңбегі үшін»[источник не указан 1492 дня]
- 2015 — Государственная стипендия Республики Казахстан в области культуры[13][неавторитетный источник].
- 2015 — Медаль «Ветеран труда Казахстана» и др.[источник не указан 1492 дня]